# Сигнатура (лінійна алгебра)
Сигнату́ра — числова характеристика квадратичної форми або псевдоевклідового простору, в якому скалярний добуток задано за допомогою відповідної квадратичної форми.

## Визначення
Кожна квадратична форма з дійсними коефіцієнтами може бути зведена за допомогою невиродженої лінійної заміни змінних до канонічного вигляду
{\displaystyle x_{1}^{2}+x_{2}^{2}+\cdots +x_{p}^{2}-x_{p+1}^{2}-x_{p+2}^{2}-\cdots -x_{p+q}^{2}.}
Різниця {\displaystyle p-q} між числом додатних і від'ємних членів у цьому записі називається сигнатурою квадратичної форми. Числа p і q сигнатури не залежать від способів зведення форми до канонічного вигляду (закон інерції Сильвестра).
Сигнатуру квадратичної форми також записують у вигляді пари чисел {\displaystyle (p,q)} у вигляді {\displaystyle (+\cdots +-\cdots -)} з відповідним числом плюсів і мінусів.

## Приклад
Квадратичну форму від двох змінних {\displaystyle x_{1}x_{2}} можна звести до канонічного вигляду {\displaystyle {\tilde {x}}_{1}^{2}-{\tilde {x}}_{2}^{2},}, наприклад, за допомогою лінійної заміни змінних {\displaystyle x_{1}={\tilde {x}}_{1}+{\tilde {x}}_{2},} {\displaystyle x_{2}={\tilde {x}}_{1}-{\tilde {x}}_{2}.} Сигнатура цієї квадратичної форми дорівнює нулю або може бути записана у вигляді {\displaystyle (1,1)} або у вигляді {\displaystyle (+-).}